# 江東消防署
江東消防署（カンドンしょうぼうしょ）はソウル消防災難本部所属の消防署である。

## 管轄区域
- 江東区

## 沿革
- 1985年12月26日 - 江南消防署から分離して設置。管轄区域は江東区。
- 1988年1月1日 - 江東区の一部が松坡区に分離したため管轄区域が江東区と松坡区になる。
- 1995年10月1日 - 松坡消防署設置に伴い松坡区を管轄から外す。管轄区域が江東区のみになる。

## 119安全センター
| 119安全センター     | 住所                     | 管轄区域                           |
| ------------------- | ------------------------ | ---------------------------------- |
| 城内119安全センター | 江東区城内路39           | 江東区のうち城内洞、遁村洞         |
| 千戸119安全センター | 江東区チンファンド路37   | 江東区のうち千戸洞                 |
| 高徳119安全センター | 江東区良才大路156ギル133 | 江東区のうち高徳洞、明逸洞、江一洞 |
| 岩寺119安全センター | 江東区オリンピック路815  | 江東区のうち岩寺洞                 |
| 吉洞119安全センター | 江東区千中路215          | 江東区のうち吉洞、上一洞           |